# Gelso M
Die Gelso M und ihre Schwesterschiffe ist eine Kleinserie von drei Öl- und Chemikalientankern, die in den Jahren 2007 bis 2009 auf der Werft Anadolu Shipyard (Anadolu Deniz A.S.) im türkischen Tuzla, Istanbul, gebaut wurde.

## Technische Daten
Die Schiffe der Serie besitzen den modernen Sicherheitsanforderungen entsprechend eine doppelte Hülle. Sie sind eingestuft als „Chemical Oil Tanker IMO II Type“.
Angetrieben werden die Schiffe von einem Zweitakt-Achtzylinder-Dieselmotor des Herstellers MAN B&W vom Typ 8S35MC-VBS mit einer Leistung von 5920 kW, der auf einen Verstellpropeller wirkt. Die Schiffe sind mit einem Bugstrahlruder mit einer Leistung von 800 kW ausgestattet. Für die Stromversorgung stehen drei Dieselgeneratoren zur Verfügung.

## Die Schiffe der Klasse
| Bauname     | andere Namen                    | Reeder                                 | Baunummer/Baujahr               | IMO-Nummer | Flagge  | Heimathafen |
| ----------- | ------------------------------- | -------------------------------------- | ------------------------------- | ---------- | ------- | ----------- |
| Gelso M     |                                 | Augusta Due Mednav Group, Rom, Italien | 213 / 2007 (Übergabe Juni 2008) | 9367360    | Italien | Catania     |
| Procida     |                                 | Augusta Due Mednav Group, Rom, Italien | 214 / 2008 (Übergabe Dez. 2008) | 9367372    | Italien | Palermo     |
| Stromboli M | F Stromboli, FT Stromboli, Lido | Furtrans Denizcilik Istanbul, Türkei   | 219 / 2009                      | 9447328    | Malta   | Valletta    |

## Zwischenfälle

### Mängel auf derLido
Im September 2011 wurde die Lido im Hafen von Castellon de la Plana sechs Tage festgehalten, da bei einer Inspektion durch die Hafenbehörden Mängel in der Ausrüstung und der Notfalldrills bei der Mannschaft festgestellt wurden. Der Fall wurde in türkischen Reedereikreisen damals als Beispiel für Ungleichbehandlung gegen Schiffe aus EU-Mitgliedsstaaten zitiert, was eine offizielle Antwort der EU nach sich zog.

### Havarie derGelso M
| Havarie-Position Gelso M |

Am Morgen des 10. März 2012 lief das Schiff bei der Ansteuerung des Hafens von Augusta vor Sizilien nahe Pointe Santa Panagia auf einen Felsen auf. Der starke Seegang hatte das Schiff gegen die Felsen vor der Küste gedrückt. Die Gelso M hatte zum Zeitpunkt des Unglücks keine Ladung an Bord, jedoch unter anderem 190 m³ Treibstoff. Die 19-köpfige Besatzung wurde von der italienischen Küstenwache mit zwei Hubschraubern geborgen. Verletzt wurde niemand. Laut Angaben der Reederei war ein Maschinenausfall während der Ansteuerung des Hafens Augusta die Unglücksursache. Der Voyage Data Recorder des Schiffes wurde am 13. März geborgen. Die Untersuchung des VDR ergab, dass der Propeller durch den Seegang zeitweilig aus dem Wasser kam und leer drehte. Durch die entstehende Überdrehzahl schaltete sich der Dieselmotor ab. Am Wochenende herrschten Starkwind aus Osten (30 Knoten aus 37°) und Windböen mit 80 Meilen pro Stunde. Das Schiff lag nach dem Unglück auf der Position 37.10679° Nord, 15.29531° Ost. Im Schiffsrumpf klafft ein Riss von 14 Metern Länge. Die zuständigen Behörden haben eine Untersuchung eingeleitet. Mit dem Abpumpen des Treibstoffs wurde – wie auch bei der wenige Wochen vorher verunglückten Costa Concordia – die holländische Bergungsfirma Smit Salvage beauftragt. Die Operationen wurden bis zum 28. März abgeschlossen; es wurden 387 m³ Treibstoff und andere Substanzen aus dem Schiffsrumpf entfernt. Das Wrack wurde bis August 2013 von den Firmen Fratelli Neri und Augustea zerlegt und entfernt.